# David McNeil
Pour les articles homonymes, voir McNeil.
David McNeil est un auteur-compositeur-interprète, parolier, romancier et auteur de littérature d'enfance et de jeunesse né le 22 juin 1946 dans le Bronx à New York (États-Unis), résident depuis 1949 en France, en Belgique, au Royaume-Uni et à Monaco, américain naturalisé britannique en 1966.

## Biographie
David Mc Neil naît le 22 juin 1946 dans le Bronx à New York (États-Unis). Il est le fils de l'artiste Marc Chagall et de Virginia McNeil,,,,,. 

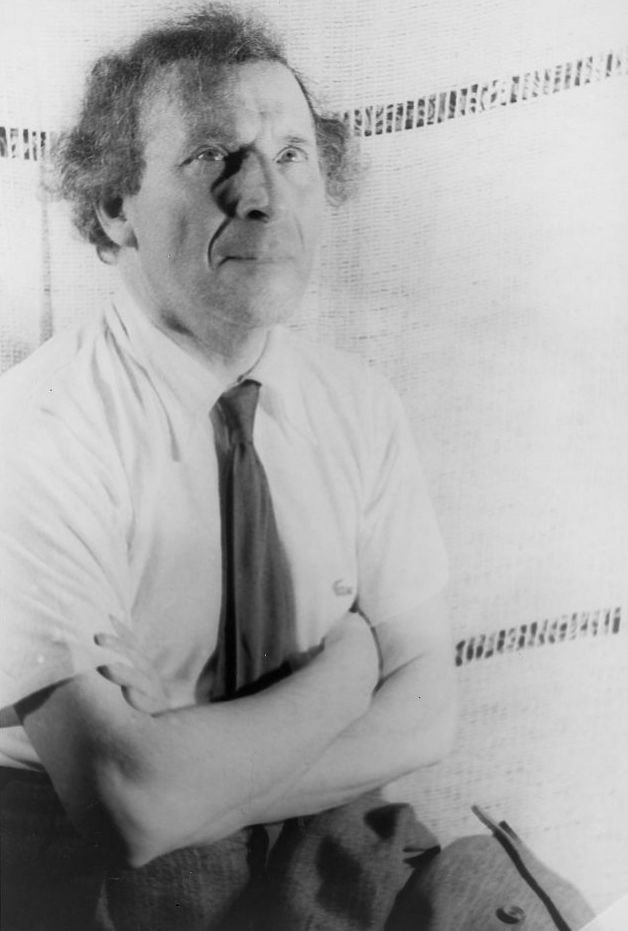
Marc Chagall en 1941.

Après la mort de Bella, la première femme du peintre, en 1944, sa fille Ida, chez laquelle il vit depuis un an, se met en quête d'une gouvernante pour son père. Virginia, fille du diplomate britannique Godfrey Haggard (en), consul général de New York — alors mariée à John McNeil, peintre et scénographe écossais, et mère d'une fille de cinq ans, Jean —, accepte cet emploi à la condition de regagner son domicile le soir. Anglaise née à Paris en 1915, elle est parfaitement bilingue, a appris les beaux-arts à Paris et à Chicago, et a besoin de travailler pour retrouver son indépendance. Marc Chagall et Virginia McNeil tombent amoureux. David naît alors que sa mère n'est pas divorcée. Il porte de ce fait le nom du mari de sa mère. Les frais de clinique du Bronx dans laquelle il voit le jour sont cependant pris en charge par Chagall qui envisageait de l'adopter après le divorce de Virginia. L'enfant est prénommé David en mémoire du frère de Marc Chagall et circoncis le 29 juin lors d'une cérémonie présidée par Joseph Opatoshu (en).
Ses parents s'installent à High Falls dans le Comté d'Ulster (État de New York) jusqu'au retour en France en 1949,,,,,.
En France, David McNeil passe ses premières années avec ses parents et sa sœur Jean entre Orgeval près de Paris et la maison des Collines à Vence dans le Midi,,,,,. 
En 1952, sa mère rompt avec Marc Chagall, se remarie avec le photographe belge Charles Leirens (en), son premier mari John McNeil ayant finalement accepté le divorce, et part vivre en Belgique avec ses deux enfants.

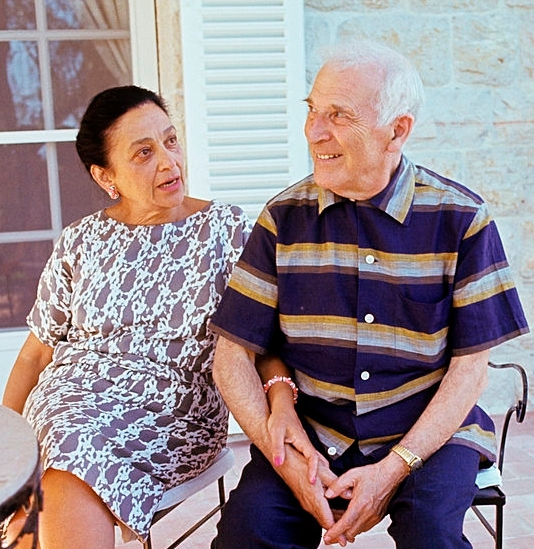
Marc Chagall et Vava Brodsky à Saint-Paul de Vence, 1967

Marc Chagall se remarie avec Valentina Vava Brodsky. Lorsque Virginia doit s'occuper de son mari gravement malade, David revient vivre auprès de son père mais après leur mariage Vava le tient éloigné de la maison comme elle tient éloignée Ida, la fille aînée de Chagall[réf. nécessaire]. David est placé jusqu'à l'âge de seize ans en pensionnat au collège du Montcel à Jouy-en-Josas. Il repart en Belgique où il est inscrit au lycée français de Bruxelles. Ensuite, il vit un temps chez sa sœur Jean à Londres. À vingt ans, alors qu'il est appelé par l'administration américaine pour partir au Viêt Nam, il obtient la nationalité britannique. En 1967, il épouse Leslie Ben Said dont la mère est juive marocaine et le père belge. Ils ont un fils, Dylan, en 1968,,,,,.

### Carrière
Pendant ses années de pensionnat, David McNeil découvre, à quinze ans, le jazz et le style New Orleans en écoutant Louis Armstrong dans l'émission Pour ceux qui aiment le jazz de Frank Ténot sur Europe 1. Il s'essaye à la trompette sur un instrument offert par un ami de son père. Sa mère puis sa sœur lui font découvrir Duke Ellington et Miles Davis. Sûr de ne jamais parvenir à une telle perfection, il arrête définitivement la trompette.
Autour des années 1963, il découvre la musique folk avec Bob Dylan et Donovan, et la guitare avec Derroll Adams dont il devient le road manager. Il adopte le picking, influencé par Bert Jansch du groupe Pentangle et le brit blues. Vient ensuite, à la fin des années 1960, l'influence d'auteurs comme Claude Nougaro et Serge Gainsbourg. 
Trois disques 45 tours sont gravés par Philips avec des chansons qu'il a écrites en anglais et qu'il interprète : Space Plane et Don't Let Your Chance Go By puis Indigo et The Machine, en 1968, dans un style de rock psychédélique, puis, en 1969 : Linda et My Love, dans un style de musique beat. Le premier est également gravé par President Records (en) au Royaume-Uni et la partition, portant en incipit : « I was standing there drunk as I can be I was gonna fall » (J'étais là debout, ivre comme je peux l'être, prêt à tomber), est publiée par la maison d'édition musicale Chappell (en),. Il écrit et interprète en 1972 les chansons de son premier album, Group Captain Crash, produit par la maison de disques de Pierre Barouh, Saravah, dans lequel se trouve Hollywood, la chanson qu'Yves Montand chantera dix ans plus tard lors de son Olympia 81 puis en 1982, traduite en anglais par David McNeil, au Metropolitan Opera de New York, en faisant un succès mondial,.
Vers 1970, David McNeil fait partie du milieu du cinéma underground belge. Il compose pour La tête froide de Patrick Hella, est l'assistant d'Henri Storck sur Les fêtes de Belgique et réalise plusieurs brûlots dont Week-end en 1968, What Happened to Eva Braun? en 1971 et Les aventures de Bernadette Soubirous en 1973.
L'aventure Saravah se poursuit jusqu'en 1976 avec la production par Pierre Barouh de deux autres albums, L'Assassinat en 1973, J'ai déjà fait mon arche, j'attends les animaux en 1975 pour la sortie en France et en 1976 pour le Canada, complétés par trois 45 tours, Group Captain Crash et Hollywood en 1972, Honolulu Lulu et Papa jouait du rock n'roll puis Tous les bars de Babylone et Suzy Blériot en 1976. Durant cette période, David McNeil est accompagné par des musiciens comme Jacques Higelin, Jack Treese, Jean-Charles Capon, Jean-Louis Mahjun, Roland Romanelli, Bill Keith, Jean-Louis Rassinfosse, Yves Simon, Steve Lacy, Naná Vasconcelos ou Larry Martin.
David McNeil a longtemps voulu que le grand public ignore qu'il était le fils de Marc Chagall, ayant fait un procès au journaliste Paul Wermus pour l'avoir révélé dans Le Figaro Magazine. 
Il déclare en 2014 au micro de Frédéric Zeitoun pour l'émission Télématin sur France 2, à propos de la reprise d'Hollywood par Yves Montand : « Les Stones pour mon papa c'étaient des gens très sympathiques, mais Montand, il avait été reçu au Kremlin par Khrouchtchev. Et là, je pense qu'il a été fier de moi, je pense. » Rien n'a en effet davantage ému David McNeil que d'apprendre, de la bouche de Bill Wyman, le bassiste des Rolling Stones, voisin de Chagall à Vence, que le peintre suivait son fils de loin,. André Verdet qui écrivait un livre sur le peintre lui avait présenté Bill Wyman mais s'ils ont effectivement sympathisé, Chagall ne semblait cependant pas s'intéresser à la musique en dehors d'Igor Stravinsky bien que son œuvre foisonne de violonistes. 
Après avoir décrit son enfance avec son père dans son livre Quelques pas dans les pas d'un ange, David McNeil publie en 2006 Tangage et roulis aux éditions Gallimard. 28, boulevard des Capucines, sorti également chez Gallimard en 2012, est un livre de souvenirs, évoquant son enfance et les rencontres de sa vie d'artiste : Yves Montand, Laurent Voulzy, Robert Charlebois, etc. Dans Un Vautour au pied du lit, il raconte son cancer de l'œsophage.

## Discographie

### Compilations
- Les Années RCA - Intégrale 1978-1982 (double compilation, 1995)

Titres inédits figurant sur cette compilation : Don't let your chance go by (1968) - Space Plane (1968) - Indigo (1968) - The Machine (1968) - Linda (1969 - My Love (1969) - Blue jeans (1977) - Dis-moi pourquoi (1977) - Les prophètes et les manitous (1977).
On trouve aussi des titres parus hors-albums : Tout le monde peut jouer du rock'n'roll (1981) - Chanteur trente ans, allure élancée (1981) - Prière de laisser mon cœur dans l'état où vous l'avez trouvé en y entrant... (1982) - L'amour est enfant de bohème (1982) - Monte-Carlo (à Crosby, Stills, Nash & Young) (1981) - L'enfer est dans le sac (1984).

### Singles
- Quand la lettre est jolie (McNeil/McNeil-Laurent Voulzy) par David McNeil et les chanteurs masqués (hors commerce, 1996)

Les chanteurs masqués sont : Robert Charlebois, Julien Clerc, Maxime Le Forestier, Renaud, Alain Souchon et Laurent Voulzy.

## Interprètes
Ses chansons sont interprétées par Yves Montand (Hollywood, Couleurs, Nostalgie d'Angie...), Alain Souchon (Casablanca, J'veux du cuir, Normandie Lusitania, Parachute doré), Julien Clerc (Mélissa, Hélène, Les Aventures à l'eau...) mais aussi Jacques Dutronc, Sacha Distel, Robert Charlebois, Renaud ou encore Laurent Voulzy.
Sauf indication, toutes les chansons citées sont écrites, pour les paroles, par David McNeil seul. Un titre suivi d'un astérisque indique une chanson adaptée par David McNeil, le titre de la chanson originale est alors précisé entre parenthèses.
- Robert Charlebois : Léonie (coauteur : Robert Charlebois) - Les années De Gaulle (coauteur : Robert Charlebois) - Le vent (coauteur : Robert Charlebois) - Moins vieux.
- Julien Clerc : Angela - Assez... assez - Avisos - Blues indigo - Échafaudages - Hélène - J'oublie* (Oblivion) - Les Aventures à l'eau - Mélissa - Qu'est-ce que tu crois* (I get along very well without you) - Sexy - To Be Or Not To Be Bop - Tu t'es en allée - Volons vers la lune* (Fly me to the moon) - Y a plus de rock au Tennessee.
- Catherine Deneuve : Paris Paris.
- Sacha Distel : Chanson si tendre - Desperado - Jazz - Latin lover.
- Jacques Dutronc : Brèves rencontres - Le pianiste dans une boîte à Gand - Transat en solitaire.
- Élisabeth Anaïs & Sanseverino : Sous les couvertures (coauteur : Élisabeth Anaïs).
- Jean-Pierre Huser : Chinatown - Jonathan Schlum.
- Carole Laure : Y a qu'celle* (Anybody with the blues).
- Philippe Lavil : Retour à la case créole (coauteur : Élisabeth Anaïs).
- Nolwenn Leroy : Hollywood.
- Milva & Astor Piazzolla : J'oublie* (Oblivion).
- Mireille Mathieu
- Yves Montand : deux albums

In English (1983) : Durango* (Syracuse) - Montsouris Park* (Le jardin) - Portobello* (Le carrosse) - Brother* (Mon frère) - My cowboy song* (Dans les plaines du Far West) - Against my will* (Malgré moi) - Totting up* (L'addition) - Intermission* (Intermède) - My Clementine* (Clémentine) - Hollywood Odyssey* (Hollywood) - Tangerine Luxious Fruit* (Sanguine) - On Bicycle* (La bicyclette) - Autumn Leaves* (Les feuilles mortes).
Montand chante McNeil (1984)
- Dick Rivers : Ce qu'on raconte en ville.
- Marc Robine
- Alain Souchon (coauteur) : Casablanca — J'veux du cuir — Normandie Lusitania — Parachute doré — Debussy Gabriel Fauré (2020)[17].
- Jack Treese
- Sylvie Vartan : Barrio Chino - Les aventures à l'eau.
- Yves Simon : L'odyssée.
- Laurent Voulzy : Meu samba pra voce.
- Pierre Barouh (auteur), David McNeil (compositeur) : Boîte de cirage crème de marron.

## Publications

### Romans et récits
- Lettres à Mademoiselle Blumenfeld, L’Arpenteur, 1991; Gallimard, coll. « Folio » no 2474.
- Tous les bars de Zanzibar, Gallimard, 1994, coll. « Blanche » ; 1994, coll. « Folio » no 2827.
- Si je ne suis pas revenu dans trente ans, prévenez mon ambassade, Gallimard, 1996, coll. « Blanche ».
- La Dernière Phrase, Gallimard, coll. « Blanche », 1999.
- Quelques pas dans les pas d'un ange, Gallimard, coll. « Blanche », 2003 ; coll. « Folio » no 4183.
- Tangage et roulis, Gallimard, coll. Blanche, 2006 - prix Le Vaudeville
- Angie ou les Douze mesures d'un blues, Gallimard, coll. « Blanche », 2007.
- 28 boulevard des Capucines. Un soir à l'Olympia, Gallimard, coll. « Blanche », 2012.
- Quatre mots, trois dessins et quelques chansons, Gallimard, coll. « Blanche », 2013.
- Un vautour au pied du lit, Gallimard, coll. « Blanche », 2017.

### Livres pour la jeunesse
- S comme cinglé, Harlin Quist, 1977
- Drôle de trame, Harlin Quist, 1977
- Quatre chevaux dans une boîte, Harlin Quist, 1977
- L'enfer est dans le sac, Crapule Productions, 1984
- Quatre chevaux dans un album, Harlin Quist, 1997
- Quand les chats étaient verts[18], illustré par Tina Mercié, Harlin Quist, 1998
- Copain-copain à Miami, Harlin Quist, 1998
- Confisqué, avec la collaboration de Frank Margerin et Jean-Luc Allart, Panama, 2007

## Filmographie
- 1968 : Des garçons et des filles : acteur
- 1969 : Klann - grand guignol : acteur
- 1969 : La Tête froide : compositeur
- 1970 : Overdrive : réalisateur, compositeur
- 1971 : What happened to Eva Braun ? (court-métrage) : réalisateur, compositeur, acteur
- 1973 : Les Fêtes de Belgique : assistant réalisateur
- 1977 : Blue Jeans de Hugues Burin des Roziers : compositeur
- 1984 : Les Boulugres : compositeur